# Bakonynána
Bakonynána (németül: Nannau) község Veszprém vármegyében, a Zirci járásban.

## Fekvése
Az Északi-Bakonyban, a Gaja-patak mellett fekszik, Zirctől mintegy 14 kilométerre. Zsáktelepülés, amely Dudaron át érhető el, a 8216-os útból dél felé leágazó, 82 112-es számú mellékúton. Korlátozott forgalmú erdészeti utakon megközelíthető Tésen keresztül Várpalota irányából, valamint Olaszfalun keresztül Veszprém felől is. Közvetlen szomszédai közül Jásddal és Nagyesztergárral csak mezőgazdasági, illetve erdei utak kötik össze.
Tengerszint feletti magassága 360-380 méter.

## Nevének eredete
A Nána név minden bizonnyal személynévi eredetű elnevezés, de pontos adat nincs arról, hogy kinek a nevét őrizheti a település. Az tény, hogy 1240-41-ben, a tatárjárás idején a Nána-Beszter nembeli Mihály volt a veszprémi püspöki vár ispánja, 1130 körül pedig egy Nána nevű egyházi személy volt Veszprém püspöke.
A Bakony-Nána elnevezés ezzel az írásmóddal 1863-ból maradt fenn legrégebbről.

## Története

### Az őskortól a magyar államalapítás koráig
Bakonynána környékén a legrégebbi, emberi kultúrára utaló nyomok Dudar határából kerültek elő, ahol a kb. 100 000 évvel ezelőtti aurignaci őskori kultúra nyomait tárták fel.
Magának Bakonynánának a legkorábbi emberi leletei egy olyan népcsoportnak tulajdoníthatók, amely az úgynevezett lengyeli kultúrához tartozott. A község északnyugati részén fekvő Irtásföldön e kultúrához tartozó épületmaradványokat, cserépedény-töredékeket és úgynevezett magköveket találtak [olyan, nagyobb köveket, melyekből kovakőpengéket pattintottak le]; a megyei múzeum 1967-es bejárása szerint ez a telep több mint 2500 éven keresztül lakott lehetett, egészen az i.sz. II-IV. századig.
A Pongyola elnevezésű területen és a Kányás-dűlő területén szintén olyan leleteket találtak, amelyek ugyanehhez a lengyeli kultúrához tartozó népcsoporthoz köthetők.
A Kistésre vezető út mellett 1869-ben 17 csiszolt kőeszközből álló lelet került elő, ennek egy része megsemmisült, de 8 darab a Magyar Nemzeti Múzeumba került, ahol 56/1869.1-3 illetve 13/1970.1-5 leltári számokon ma is őrzik.
A község területe a római korban is lakott volt, Irtásföldön nagyobb méretű római falu (vicus) maradványait tárták fel. Az itteni római település neve nem ismert. Római eredetűnek datált terra sigillata-töredékek kerültek elő a mai faluközpontban, a Hegyföld-dűlőben és az oda vezető út két oldalán is.
Érdekes, hogy a rómaiakat követő mintegy fél évszázadból semmiféle (hun vagy avar kori) lelet nem került elő Bakonynána területén, honfoglaláskori temetőket is csak néhány kilométerrel távolabb, Csetény területén, illetve a Dudart Nagyesztergárral összekötő országút mentén tártak fel.
A magyar államalapítás időszakát megelőző legnagyobb ütközet, az István- és Koppány-hívők közötti döntő összecsapás alig néhány kilométerre zajlott a mai Bakonynánától, a Gyulafirátót–Kádárta–Szentkirályszabadja határolta területen.

### Az Árpád-kortól a török hódoltság végéig
Szent István államalapító munkájának egyik fontos része volt a királyi várispánságok rendszerének felállítása, a Bakonyt azonban egyik szomszédos királyi várispánsághoz sem csatolták, hanem önálló királyi erdőispánságként kezelték. Ennek központja kezdetben Zirc volt, később – feltehetőleg a tatárjárás után – Csesznek vára lett. Feltehetőleg az erdőispánság egyik vigyázóhelyéül szolgálhatott a Bakonynána és Jásd között található, Márkus-vár néven ismert, földsáncokkal erődített, fából ácsolt torony, melynek sáncai még ma is felismerhetők.
Az 1100-as évek második felében két monostort is alapítottak Bakonynána közelében: a bencés szerzetesek számára Jásdon (feltehetőleg 1164 után), a ciszterciek számára pedig Zircen (utóbbit III. Béla király 1182-ben alapította). Nána falu valószínűleg ugyancsak ebben az időszakban alakulhatott ki. A térségben az 1400-as évekig több birtok került királyi adományozással a székesfehérvári káptalan és prépost tulajdonába, a közvetlen környékről a mai Súr külterületén állt Csatár falu és Nána falu is. Ettől kezdve tekinthető biztosnak a falu létezése.
Fennmaradt oklevélben először 1488-ban jelent meg a neve Nana formában. Az 1488-as tized-összeírás (dicalis conscriptio) szerint abban az évben már 21 jobbágyporta volt a településen, amelyek évente 1-1 aranyforint adót fizettek, tehát összesen 21 aranyforint volt a község évi teljes adója. A földesúr ekkor Kálmáncsay Domonkos székesfehérvári prépost volt. Az 1535-ös összeírás már 27 portáról számol be, az 1578-as urbárium szerint pedig már egy malom is volt a Gaja-patakon.
A törökök első, 1529-es nagy hadjárata – melynek során egészen Bécsig nyomultak előre – érdekes emléket hagyott maga után Bakonynána területén: nagyon valószínű, hogy ehhez az időszakhoz köthető az az igen jelentős pénzlelet, amely az 1900-as évek elején került elő az Alsómalom közelében lévő sziklafal repedéseiből. Ezen a helyen 363 ezüst dénárt és 15 aranyforintot találtak (összesen mintegy 18 aranyforint értékben) Hunyadi Mátyás-, II. Ulászló- és II. Lajos-korabeli pénzérmékből. A lelet (melynek egy része sajnos elkallódott) szinte biztosan összefügg a török hadjárattal, s a hadak elől menekülő falubeliek valamelyike – talán éppen a molnár – rejthette el az akkori mércével mérve hatalmas összeget, s már nem tudott érte visszatérni.
A 16. század közepén Palota várához csatolták, így 1559-ben gróf Cseszneky Mihály palotai fővitéz kapta királyi adományként. A bakonynánai családfők (13 személy) neveit feljegyző első összeírás 1563-ból, a jobbágyok és zsellérek neveit is megőrző első conscriptio pedig 1573-ból maradt fenn.
1564-ben a törökök nem tudni miért és milyen körülmények között felgyújtották a falut, de a tűz nem emészthette el teljesen a települést, mert az még évtizedekig lakott maradt, csak 1593-1594 körül, a „tizenöt éves háború” idején néptelenedett el. 1622 körül aztán újra benépesült egy időre, majd 1650-60 környékén ismét elnéptelenedett, és pusztává vált egészen az 1700-as évek elejéig, amikor királyi adományként a Nádasdy család lett a terület földesura, s  a Nádasdyak német telepesekkel népesítették be.

### Az 1700-as évek elejétől az úrbérrendezésig
Az első bakonynánai földesúr a Nádasdy családból Nádasdy (IV.) Ferenc, a Habsburg császári és királyi hadsereg őrnagya volt, aki a spanyol örökösödési háború során oly mértékben kitüntette magát, hogy érdemeiért III. Károly lovassági tábornoki rangra emelte. Nádasdy Ferenc megszüntette a megelőző években a dudari parasztokkal fennálló bérleti szerződést, de mivel a falu helye továbbra is puszta volt, e birtokot leginkább arra használta, hogy az elkövetkező években ideiglenesen zálogba adja  több nemesi családnak. Bél Mátyás 1735-ös adatai szerint ilyen ideiglenes zálogbirtokos volt a Vigyázó (Bochter) család, a Vörös (valószínűleg a Farádi előnevet viselő Vörös) és a Terstyánszky család is.
Bél Mátyás korabeli leírása szerint 1730-ban költöztek be Nánára az első új lakók, akik nagyobb részt reformátusok, kisebb részben katolikusok voltak. Az első ideköltözőkkel kötött települési szerződést valójában 1729. április 21-én írták alá Pápán, aláírói zálogbirtokosok, név szerint Terstyánszky István, Vigyázó Mátyás, Vörös László, Vörös Magdolna, Vörös Sigmond és Hegyi János voltak. Természetesen az idetelepült jobbágyok a tényleges földesúrral – gróf fogarasföldi Nádasdy Boldizsárral – is kötöttek szerződést, ennek aláírása 1733. március elsején, ugyancsak Pápán történt.
Az első telepesek száma és – kevés kivételektől eltekintve –  neve nem ismeretes, de az igen, hogy az 1730-as évek végére, az 1740-es évek elejére a legtöbben elköltöztek a faluból. A református lakosok részéről ez érthetőbb – hiszen Nádasdy Boldizsár vallási tekintetben meglehetősen türelmetlen, erősen hithű katolikus hírében állt –, de eltávozott a faluból a katolikus lakosok többsége is.
Ezt követően határozhatott a földesúr a már tudatos betelepítés mellett, amihez német jobbágyokat hívott – alighanem tudatában annak is, hogy a környező falvak magyar lakossága és az új német telepesek között kölcsönös ellentétek várhatók. A német jobbágyok első hullámának letelepítése 1743-ban történt, érdekes módon a telepesekről szóló első összeírás két változatban is fennmaradt, 1743-ból, illetve 1747. március 4-i keltezéssel. Ennek valószínű magyarázata, hogy az első csak piszkozat lehetett, amit néhány évvel később tisztáztak le. A két névsor egyetlen ponton különbözik, a „tisztázatból” ugyanis hiányzik egy négytagú család, amely az első listában még szerepelt, feltehetőleg ők időközben továbbálltak a faluból más vidékre.
Ami a korszak egyházi életét illeti, 1730-40 között református lelkészei voltak a falunak – három lelkész („levita”) neve maradt fent ebből az időszakból –, és a nagyjából helyreállított középkori templomot használták; a katolikus lakosság Csesznekre járt templomba. 1731-ben Potyondi László helyettes veszprémi püspök rendeletével a katolikus egyházi adminisztráció a zirci plébániára került, lelkészi szempontból pedig a tési plébánia ferences szerzetesei látták el a falut két évtizeden keresztül.
A falu lakosságáról készített 1743-as listában három magyar és két szláv nevű család található (előbbiek egyike, az egész faluban egyedüliként református), rajtuk kívül 19 német nevű családfő szerepel a névsorban, de az ő feleségeik között szintén felbukkan egy-két magyar és szláv (gyaníthatóan szlovák) név. 145 lélekből állt ekkor a lakosság, és fennmaradt a tanító, Krajder Fülöp neve is. Arról nincs adat, hogy a német lakosság területileg honnan érkezett, és szakszerű nyelvi vizsgálatok sem folytak még az eredet pontos felderítésére, de az itt beszélt német tájszólás jellegzetességei alapján gyaníthatóan a Svábföldről, csakúgy, mint a közeli Bakonyoszlop német lakói.
A Nádasdy család az új lakókkal 1744-ben kötötte az első települési szerződést, amely nem maradt fenn, a második, 1762. április 24-én kötött szerződés viszont már fennmaradt, ennek tanúsága szerint abban az évben már kocsmája, mészárszéke, malma és egy deszkametsző fűrészmalma is volt Nánának. A falu központjában állt egymás mellett az uradalmi ispán háza, az uradalmi vadász lakhelye és a községháza; a település bíróját és a 3-6 esküdtből álló „elöljáróságot” évente választották. Ez az időszak az egyházi élet terén is változást hozott: az 1752-es évben Nádasdy Boldizsár a nánai katolikusoknak adta a falu templomát [hiszen a reformátusok addigra teljesen eltűntek a községből], amelynek felújítását még abban az évben el is kezdték.

### Az úrbérrendezéstől az 1848-as forradalomig
Nádasdy Boldizsár 1761 és 1768 között, ismeretlen időpontban elhunyt, utóda a fivére, Nádasdy (V.) Ferenc (1708-1783) lett. Az ő idejére esett a Mária Terézia magyar királynő által elrendelt úrbérrendezés, mely Nánán 1768-ban történt meg. Abban az évben 53 család lakta a falut. 1773-ban már iparosok is éltek a faluban, ebből az évből három molnár és egy kovács neve maradt fent. A lakosság a jelek szerint legfőképpen mezőgazdasági munkákból élt, kiegészítésként faszenet és meszet égettek, valamint különféle szerszámokat készítettek, melyekkel rendszeresen eljártak a környék piacaira. Az 1770-es évtized közepén több iparoscéh alakult Zircen a város és a szomszédos falvak mesterembereiből, Nánáról két takács, egy bognár és egy molnár lépett be a saját szakmájának megfelelő zirci céhbe.
Egyházi szempontból Nána ekkoriban Zirc fíliája volt, 1752-től kezdve 36 éven át, a falu lelkipásztori szolgálatait ciszterci misszionáriusok látták el. 1788-ban azonban különálló plébánia szerveződött a községben, önálló anyakönyvvezetéssel: ettől fogva egészen 1971-ig ciszterci papok lettek a falu plébánosai, a 183 év alatt 21 plébános váltotta egymást (egyiküket egy alkalommal újraválasztották). Érdekesség, hogy Nádasdy Boldizsár halála után néhány évvel, 1776-ban már ismét feljegyeztek több mint 50 nánai lakost, akik eltérő felekezethez tartoztak: az 559 lakóból 507 katolikus mellett 44 fő volt református, 4 evangélikus, ugyancsak 4 pedig zsidó.
Nádasdy (IV.) Tamás halála után a következő földesúr még gyerekként Nádasdy (V.) Tamás (1792-1859) lett. Ez az időszak, az ún. francia, majd napóleoni háborúk kora gazdasági fellendülést hozott a térségnek, de Bakonynána vonatkozásában erről releváns iratok nem kerültek elő. Az viszont ismert, hogy 1814-ben a község elhatározta a templom felújítását, és Singer György zirci kőművesmester el is készítette a felújítás költségvetését, mely összesen 3649 forintról szólt. A nagy összeg miatt a munka csak 12 évvel később, 1827-ben kezdődhetett meg, de még abban az évben be is fejeződött, majd 1828-1830 között új plébániaház is épült. A két beruházás egyesített költségvetése 11.569 forint volt, melynek egy tekintélyes hányadát Mann Alberik plébános állta saját magánvagyonából. A templom és a plébánia épületén ma is egy-egy kronosztikon őrzi az építést levezénylő plébános (továbbá a templom esetében az azt felszentelő zirci apát) nevét, illetve az építés évét.
Épphogy elkészült a templom felújítása és az új plébánia, amikor súlyos kolerajárvány fenyegetésébe került Bakonynána: a térségbe Fejér vármegye felől érkező ragály 1831-ben Veszprém vármegye keleti részének jó néhány településén, köztük a szomszédos Csetényben, Jásdon és Dudaron is számos áldozatot szedett (a közeli Csernyén a kb. 2500 lakos mintegy 16%-a, 400 ember esett áldozatul). Néhány falut, köztük Cseszneket, Csatkát és Nánát viszont elkerülte a járvány: ezeknek a lakosai ugyanis vasvillákkal felfegyverkezve őrizték településük határait az idegenektől.
1828-ban Nagy Ludovicus Notitiae politico-geographico-statisticae incliti Regni Hungariae című könyvében feljegyzi, hogy Nánában 117 lakóház van, ahol 886 fő él. Ugyanazon év országos összeírása ettől némileg eltérő módon 108 lakóházat jegyez fel, és már 16 kézművesről tesz említést. Fényes Elek 1836-ban 1018 katolikus és 8 zsidó lakost említ, valamint fűrészmalomról és sörházról ír. Az 1840-es számadáskönyvekből kiderül, hogy a településen már őrlő és metsző malom, szeszfőzde, valamint vendégfogadó is működik, az állattartásban pedig egyértelműen a birka tartásáé a legfontosabb szerep. A zsidó lakosok minden valószínűség szerint az uradalom szolgálatában álltak, hamuzsír- és szeszfőzéssel, valamint kereskedéssel foglalkozhattak.

### Az 1848-as forradalomtól a 19. század végéig
Az 1848-as forradalmi események híre Veszprém vármegyében általában március 19-20. körül jutott el a lakossághoz, majd május 1-jén díszközgyűlést is tartottak a polgári forradalom eredményeinek kihirdetésére. A vidéki parasztságot értelemszerűen az úrbéri viszonyok eltörlésének híre villanyozta fel, az azonban csalódást okozott, amikor kiderült, hogy csak azok az úrbéres földek kerülnek a parasztok birtokába, amelyeket különféle úrbéri szolgálatok fejében addig is birtokoltak és műveltek – ezzel szemben az egyéb földterületek (pl. az allodiális, a majorsági és az irtásföldek) a földbirtokosok tulajdonában maradak. Ez Nánán azt jelentette, hogy a falu határának 65%-át kitevő erdők földesúri kézben maradtak, és a 27%-ot kitevő szántóknak is csak kb. a fele került a 82 addigi telkes jobbágycsalád birtokába, az 52 zsellércsalád továbbra is birtok nélkül maradt, ami a következő időszakban sok ellentétet szült.
1848. június 3-án elkezdődött az első honvédtoborzás, s ennek eredményeként felállt a Veszprém és Fejér megyei 6. számú honvédzászlóalj, de nánai lakos nem volt a zászlóalj önkéntesei között. Érdekes eseménye volt viszont 1848. júniusának, hogy első alkalommal összeírták a vármegye zsidó lakosait: eszerint egy három gyermekes, Dudarról illetve Tamásiból származó fiatal házaspár, egy Ősiből származó idősebb asszony két felnőtt fiával és egy 18 éves dudari születésű szolgálólány alkotta Nána zsidó lakosságát; a három férfi szeszfőző, boltos és házaló volt. Figyelemre méltó, hogy miközben a honvédhadsereg felszerelésére indított országos gyűjtés eredményeként az egész nánai polgárság mintegy 30 forintot adott össze, a két zsidó család két-két forintot ajánlott fel, ugyanannyit, mint Mann plébános. Ilyen, vagy ennél nagyobb összegű (2, illetve 4 forintos) felajánlást rajtuk kívül összesen két nánai polgár tett.
Az 1848. november végi és decemberi újoncozás már Nánát is érintette, ekkor 9 Nánán élő vagy nánai születésű, de Jásdon vagy Dudaron lakó férfit soroztak a honvédseregbe, ez azonban még így is kevesebb volt a falura kirótt újonclétszámnál. Ezzel függhet össze, hogy 1849-ben még további néhány férfit soroztak be a faluból, így összességében 15 fő körüli lehetett a nánai kötődésű honvédek száma, akik közül négyen biztosan megérték az 1890-es évet.
Nána környékét az 1848-49-es szabadságharc idején elkerülték a hadiesemények, viszont 1849 nyarán súlyos járvány pusztított a faluban. Ez alkalommal nem sikerült úgy elkerülni a kolerát, mint 1831-ben, és néhány hét alatt 51 ember halt meg lakosai közül.

### A szabadságharc leverésétől a kiegyezésig
I. Ferenc József 1853-ban kimondta az úrbéri jogok, járandóságok és kötelezettségek végleges eltörlését, a jobbágyok szabad rendelkezési jogot kaptak a volt úrbéri földbirtokok felett. Ehhez viszont újra fel kellett mérni a települések földterületeit, ez Nánán 1855-1857 közt zajlott le – eközben újabb kolerajárvány futott végig a falun, mintegy 30 áldozatot szedve. Ebben az időben halt meg Nádasdy (V.) Tamás földesúr is, akinek az utódlása a családon belül is bonyodalmat okozott.
Az 1857-es felmérés idején már Nánához tartozott a szomszédos Alsó- és Felsőpere is, az így megnagyobbodott területű faluban 4 őrlőmalom és 2 „deszkametsző” (fűrészmalom) üzemelt, ezeket az uradalmi tulajdonban lévő malmokat mind bérlők (árendások) működtették. Erre az időre esik még a Magyar Tudományos Akadémia által Pesty Frigyes kezdeményezésére megindított országos felmérés, amikor Bakony-Nána természet- és gazdaságföldrajzi adottságait is felmérték kérdőíves módszerrel – ekkor jelent meg a falu neve először ilyen formában. Vallási szempontból a környék anyaegyháza ekkor Nána volt, négy fíliával (Alsó- és Felsőpere, Kisdudar és Nagydudar).

### A kiegyezéstől az első világháborúig
A kiegyezéstől az első világháborúig kevés politikai esemény történt Bakonynánán, de e fél évszázad kezdetén történetének egyik legsúlyosabb csapása, minden idők legsúlyosabb tűzvésze sújtotta a falut: a tűz 1868. június 25-én 17 óra körül lobbant fel kenyérsütés során elkövetett vigyázatlanság következtében. Az északi szél segítette a tűzvész terjedését, s így a nap végére 49 ház (67 család lakhelye) vált a lángok martalékává. Leégett 5 urasági ház, valamint a templom és a plébánia is.
A plébános, odahaza lévén, számos fontos dolgot ki tudott menekíteni a templomból és a plébániáról, így megmenekült az összes egyházi dokumentum és a legtöbb kegytárgy, továbbá – bizonyára a templom erős építésének köszönhetően – a hét évvel korábban, 1000 forint költségből megépült orgona is. Elégett viszont a torony és a templom tetőzete, a két harang pedig ugyancsak megolvadt és a mélybe zuhant. A tűzvész súlyosságához hozzájárult, hogy a falu úgyszólván minden épületének tetőzete éghető volt: a templomot fazsindely, a házak döntő többségét pedig csupán szalma fedte. A nagy hőmérsékletre jellemző, hogy három gazda cseréppel fedett magtára is elégett. Szerencse volt a szerencsétlenségben, hogy minden állat a legelőkön volt, illetve hogy még nem kezdték meg az aratást, így terményben számottevő kár nem keletkezett.
A község kárát Kaszt Konstantin plébánoshelyettes 80 000 forintban jelölte meg a veszprémi püspökségnek írott jelentésében. Érdekes, hogy a Veszprémi Magyar Királyi Mérnöki Hivatal – a plébánoshelyettes és a püspökség sokszori sürgetése dacára is – csak hosszú hónapok múltán, 1868. szeptember 3-án volt hajlandó benyújtani az első helyreállítási tervezetet, noha a tűz utáni hónapokban folyamatosan tartani lehetett attól, hogy az esőzések miatt az eredeti többszörösére is nőhet a helyreállítási költség. A plébániaépület helyreállítása 1868. november legvégére történt meg, míg a templom helyreállítása 1869 januárja és szeptembere között zajlott le; előbbi költsége mintegy 2000, utóbbié mintegy 6000 forint volt. Jellemző. hogy a Vallásalap csak ez utóbbit állta, a plébánia felújítási költsége a községet terhelte éppúgy, mint az (egyházi fenntartású) iskola és a tanítói lak felújításának költsége, valamint a harangok pótlása, a korábbi kettő helyett három haranggal.
1870-re ismeretlen eredetű vitából kifolyólag megromlott a nánaiak és Kaszt Konstantin nánai plébánoshelyettes viszonya. A vitában a zirci apát is Kasztnak adott igazat, és úgy megharagudott a nánaiakra, hogy több éven keresztül nem volt hajlandó lelkészt adni számukra. Nána ennélfogva körülbelül egy évre Jásd fíliája lett a püspökség rendelete alapján. A bakonynánaiak már néhány hónap múltán könyörgőre fogták a dolgot, ám eredménytelenül: csak azt érték el, hogy a püspökség 1871-1875 között egyházmegyés papot delegált a községbe, azzal, hogy az illető pap eltartási költsége, az egyezségre való hajlandóság hiánya miatt a zirci apátságot kell, hogy terhelje.
A 19. század végére egyébként más komolyabb esemény nem történt Bakonynána közéletében, ha csak az nem, hogy 1896 táján kisebb „vallásháború” alakult ki a településen – az egyház ugyanis szorgalmazta, hogy az addig kizárólag német nyelven tartott misék mellett alkalomszerűen magyar nyelvű mise is tartassék (tekintettel arra, hogy Alsó- és Felsőpere községeket, melyek Bakonynána fíliái voltak, kizárólag magyar nyelvű lakosok lakták), ám ezt a nánai német lakosok nehezményezték. Ugyanerre az évre, a magyar millennium évére vonatkozó érdekes adat, hogy a községben, a fennmaradt iratok szerint 1896. május 17-én tartottak millenniumi ünnepséget az iskola szervezésében, ezen felül Tavassy Lajos bakonynánai uradalmi erdész és az általa irányított erdészet emlékéremben is részesült a budapesti millenniumi ünnepségek keretében.
A XX. század első éveiben kevés fontos hír olvasható Bakonynánáról, ezek egyike, hogy 1908 májusában már tűzoltó egyesület működik a községben. Bizonyára nagy szerencse volt a helybéli gazdák részéről ez az előrelátás: alighanem ez is közrejátszhatott abban, hogy egy következő tűzvész alkalmával (1908. július 3.) mindössze három lakóház és tíz gazdasági épület égett le, még ha a terményben és a haszonállatokban esett kár viszonylag jelentős volt is. Békésebb híre volt Bakonynánának ugyanezen évekből, hogy 1906-ra kiépült a telefonvezeték a Nádasdy-uradalom gazdaságaiban, s az itteni hálózatot összekötötték a térség Zircig kiterjesztett telefonhálózatával is. Szintén érdekes információ a települést érintően, hogy 1907. utolsó napjaiban elhunyt Bakonynána akkori földesura, Nádasdy Paulai Ferenc, akinek utóda Tamás fia lett. Mindketten szokatlanul magas szintű szociális érzékük révén váltak ismertté és közkedveltté.
Az 1910-es évek elejének bakonynánai eseményei közül egyértelműen kiemelkedik Prácser Albert plébánoshelyettes áskálódása a falu fiatal tanítónője ellen, akit a lelkész különféle kisebb-nagyobb vádakkal jelentett fel a felettes hatóságainál, jellemzően névtelen bejelentések alapján. 1911-ben a tanítónő minden vád alól felmentést nyert, és a két évvel későbbi, újabb támadás-sorozat is csak annyi eredményt ért el, hogy a tanítónő néhány hónapon belül önként más faluba költözött, a rosszhiszemű vádak közül azonban egy sem igazolódott be. Épp ezzel függhet össze az is, hogy a falu lakosai (akik határozottan kiálltak a megtámadott tanítónő mellett) 1913-ban szinte egyöntetűen kezdeményezték az addig egyházi kézben lévő iskola államosítását. Ez abban az évben nem, csak 1919 körül, a tanácsköztársasági időszakban valósult meg; a tanítónőt „elüldöző” Prácser Albert plébánoshelyettest azonban még az első világháború vége előtt más szolgálati helyre helyezték.

### Az első világháború és a tanácsköztársaság időszaka

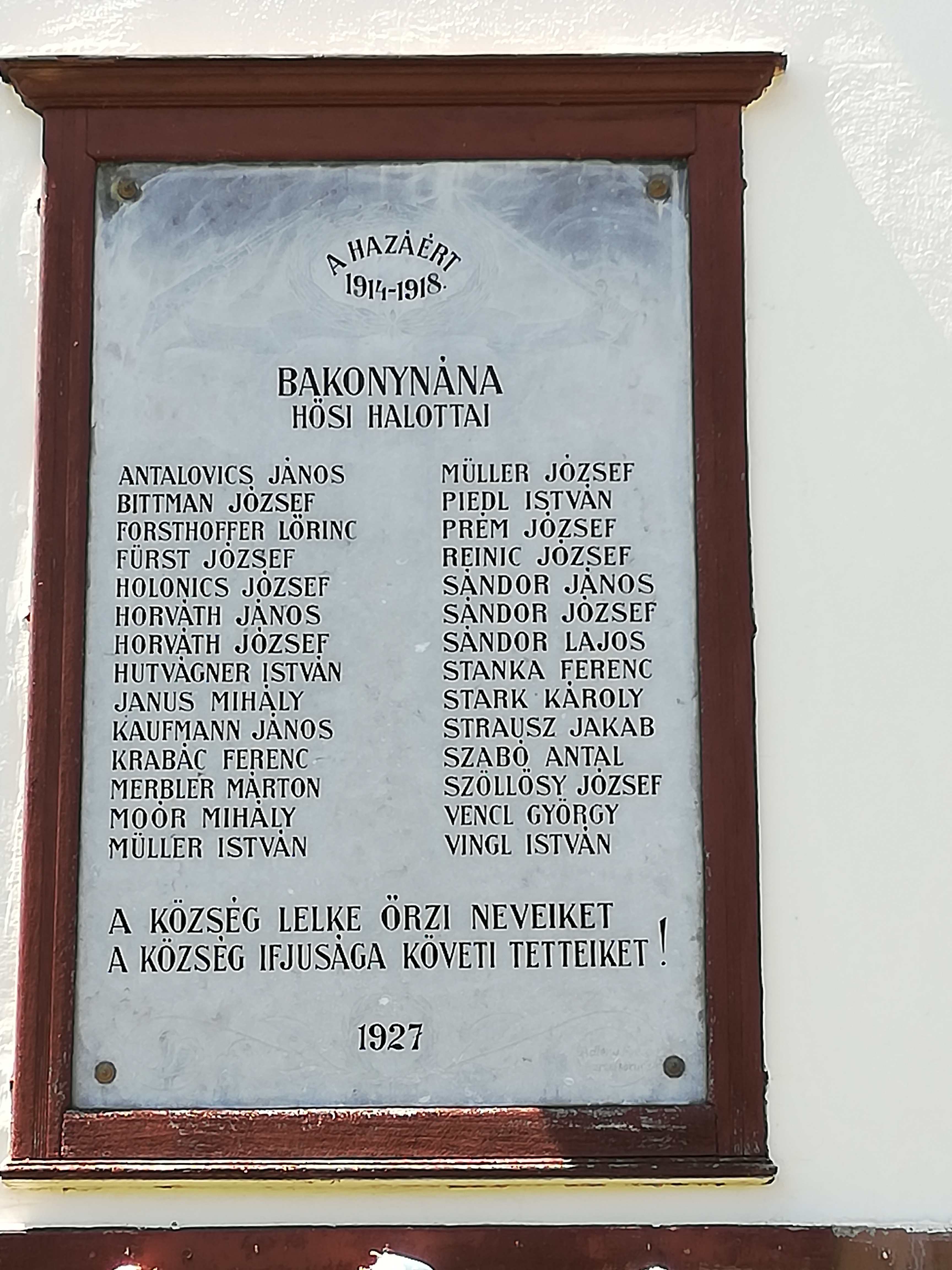
Az I. világháborús áldozatok emléktáblája a templom homlokzatán

Bakonynánán az első világháború legnagyobb mérvű sorozása 1914 augusztusa és novembere között történhetett, bár erről teljesen biztos információk nem állnak rendelkezésre. Annyi azonban tény, hogy e három hónap alatt az 1880-as években létrehozott dudari körjegyzőség három falujából (Dudar, Csetény és Bakonynána) 202 férfit soroztak be katonának. A nánai sorozottak száma ismeretlen, azt azonban tudjuk, hogy a világháborúnak 30 nánai hősi halottja volt [köztük Stark Károly felsőperepusztai tanító, valamint az 1896-ban országos kitüntetéssel jutalmazott Tavassy Lajos uradalmi főerdész fia], és 9 nánai lakos sebesült meg súlyosan, s egy fő vitézi címet és vitézi telket kapott, többen pedig vitézségi érmet.
Az 1918-19-es forradalmi időszakokat szintén szerencsésen vészelte át Bakonynána. A faluban mindössze egyetlen erőszakosabb jellegű cselekményt jegyeztek fel, amikor is 1918 novemberében erőszakkal, „revolverrel” kergették el a posztjáról a régi politikai ellenlábasai Piedl György bírót, aki akkor már több mint öt éve, 1913 óta töltötte be a bírói tisztséget. Piedl a tanácsköztársaság hónapjai alatt visszavonultan élt, a kommün bukása után azonban újból bíróvá választották.

### A két világháború közti évek
Az 1920-as évek első jelentős eseménye Bakonynánán a földrendezés megkezdése volt, amely 1922-ben indult, de maga a tényleges földosztás csak 1929-1931 között zajlott le, és akkor sem a beígért mértékben (a kilátásba helyezett földmennyiségnek alig több mint 23 %-át osztották ki), ezért 1935-1936 folyamán újabb földbirtok-rendezési akció indult a településen.
A Magyar Királyi Statisztikai Hivatal által 1924-ben kiadott címtár 13 földbirtokost (16-42 katasztrális hold közötti birtokokkal) és 8 földbérlőt (15-17 hold közti bérleményekkel) említ – utóbbiak gróf Nádasdy Tamásné birtokait bérelték –, a mesterségeket illetően a címtár 10 kőművest, 7 cipészt, 3-3 kocsmárost és molnárt, 2-2 bognárt, kereskedőt és kovácsot, valamint 1-1 asztalost, mészárost, szabót, szénégetőt és szülésznőt nevez meg Bakonynánán. Működött továbbá a településen egy téglagyár a Nádasdy-család birtokában, valamint egy fogyasztási és értékesítési szövetkezet is. Ugyanezen évben Bakonynána kezdeményezte leválását a dudari körjegyzőségről, de ezt nem engedélyezték. Az 1924-es év kimagasló eseménye volt még, hogy a község történetében először felkereste a falut a veszprémi püspök – a tisztség betöltője ekkor Rott Nándor volt –, és megbérmált 375 gyereket.
Közben 1922-től szénkutató vizsgálatok indultak Bakonynána és Dudar területén, melyek legintenzívebben 1928 körül folytak. A Magyar Általános Kőszénbánya Rt.-nek szándékában állt egy elektromos távvezeték kiépítése Tatabánya és Veszprém között, és Bakonynána képviselő-testülete is jóváhagyta, hogy a község csatlakozzék az ezzel kapcsolatosan létrehozott Villamossági Szövetkezethez. Maga a távvezeték 1930-ra el is készült, és a következő években villamosították a környező településeket, köztük 1932-ben Bakonynánát is. Ezekben az években épült a környék több bekötőútja is. Azonban a szénkutatás 1935-ben leállt, és csak a második világháború után indult újra.
Bár a lakosság az 1920. évi népszámláláson 74 %-ban vallotta magát németnek, nacionalista jellegű szervezkedésnek Bakonynánán egészen 1940 környékéig nincs nyoma. A Volksbund itteni szervezete valószínűleg 1940-ben alakult meg, s mint utólag kiderült, a tagságban néhány olyan tag is akadt, aki csak színleg lépett be a nacionalista szervezetbe, és rendszeresen tájékoztatta az ott elhangzottakról a falu papját, illetve a bírót, akik továbbították e jelentéseket a magyar belügyi szerveknek. Így esett például, hogy egy alkalommal a hatóságok elfogták és két napra elzárták a Volksbund helyi vezérszónokát.

### A II. világháború évei

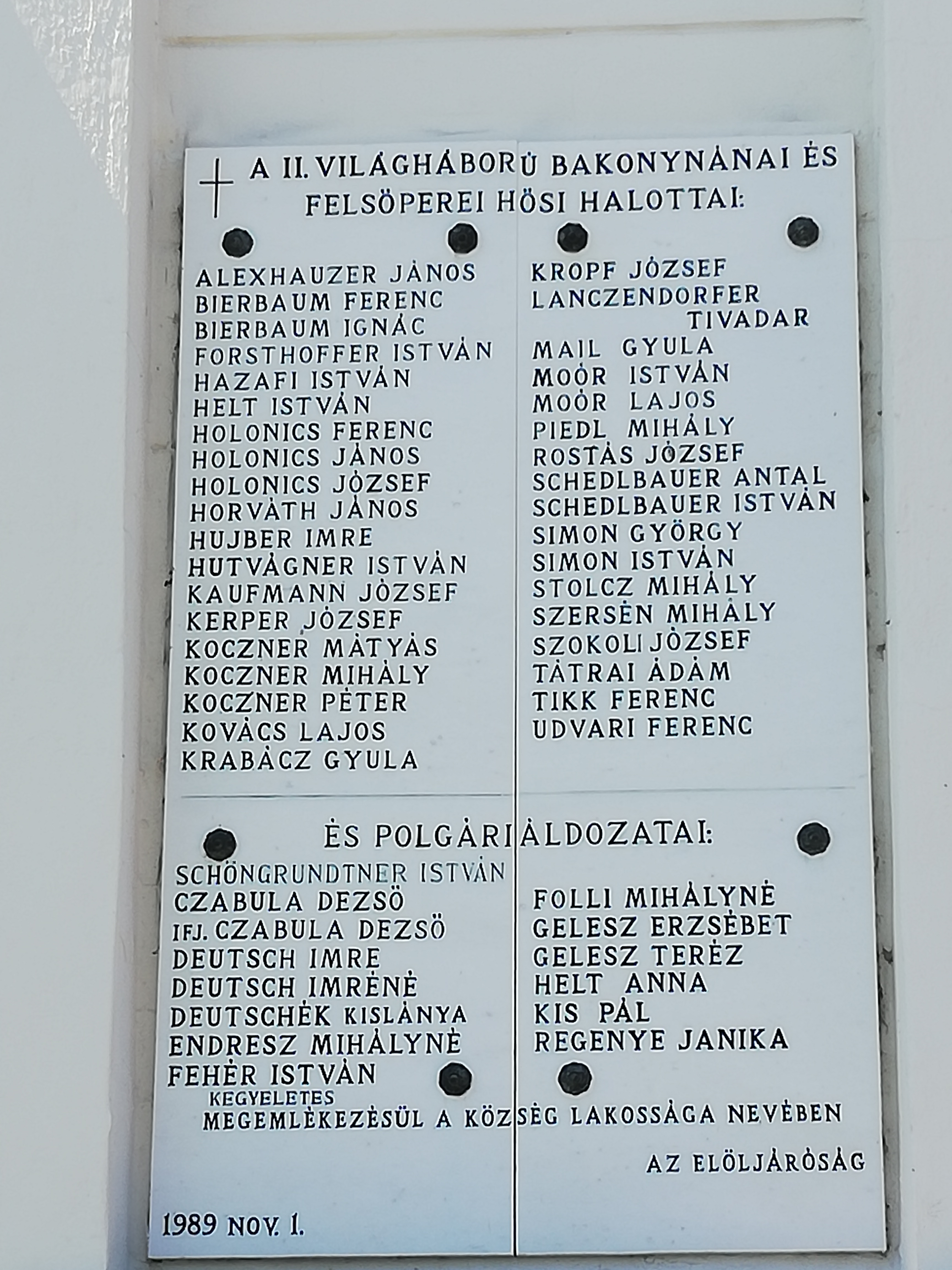
A II. világháborús áldozatok emléktáblája a templom homlokzatán

Az 1940-es évek iskolai „harccal” indultak Bakonynánán, mert az új iskolarendelet lehetővé tette a nemzetiségi településeken a kizárólag kisebbségi nyelvű oktatás beindítását, és ennek hatására a Volksbund erős propagandát fejtett ki a bakonynánai oktatás német nyelvűvé történő átszervezése iránt. Ez azonban nem valósult meg. Eredményesebbek voltak a Waffen-SS-be való toborzási kísérletek, 1942 elején ugyanis 18 bakonynánai legény állt kötélnek. Az ekkor jelentkezett magyarországi önkéntesek vagy a 7. SS. „Prinz Eugen” hegyi hadosztályba, vagy a 8. SS „Florian Geyer” lovashadosztályba lettek vezényelve; előbbi főként a szerbiai partizánok ellen harcolt, utóbbit több hadszíntéren is bevetették, s végül Budapest védelmében szinte az utolsó emberig megsemmisült.
A hadi cselekmények a falut a második világháború évei alatt is elkerülték, a zsidók elleni hajsza azonban 1944 áprilisától itt is éreztette hatását. A zsidótörvények először csak sárga csillag hordására kötelezték az ekkoriban itt élő egyetlen zsidó család tagjait, június elsején azonban a Pápán kialakított gettóba hurcolták a házaspárt, akik soha nem tértek vissza Bakonynánára, gyaníthatóan az időközben megszületett kislányukkal együtt meghaltak. [A fiuknak, aki munkaszolgálatot töltött ebben az időben, sikerült elkerülnie az elhurcolást, ő életben maradt.]
1944-ben kényszersorozások is zajlottak a községben, az ekkor sorozottak nagyrészt a 22. SS „Mária Terézia” önkéntes lovashadosztályba, kisebb részben a 18. SS „Horst Wessel” önkéntes páncélgránátos hadosztályba kerültek. Egy adat szerint közel 150 bakonynánai lakost soroztak be ekkor, de biztos, hogy 60 fölött volt a számuk. A 22. hadosztály ugyancsak szinte teljesen megsemmisült Budapest védelmében.
Ugyanerre a nyárra esett a falu határában korábban felkutatott kőszén bányászatának kezdete, az első dudari bánya és az oda vezető vasútvonal megnyitásával. A bányában az első időben két mérnök, tíz bányász és egy román nemzetiségű katonai munkaszolgálatos század dolgozott.

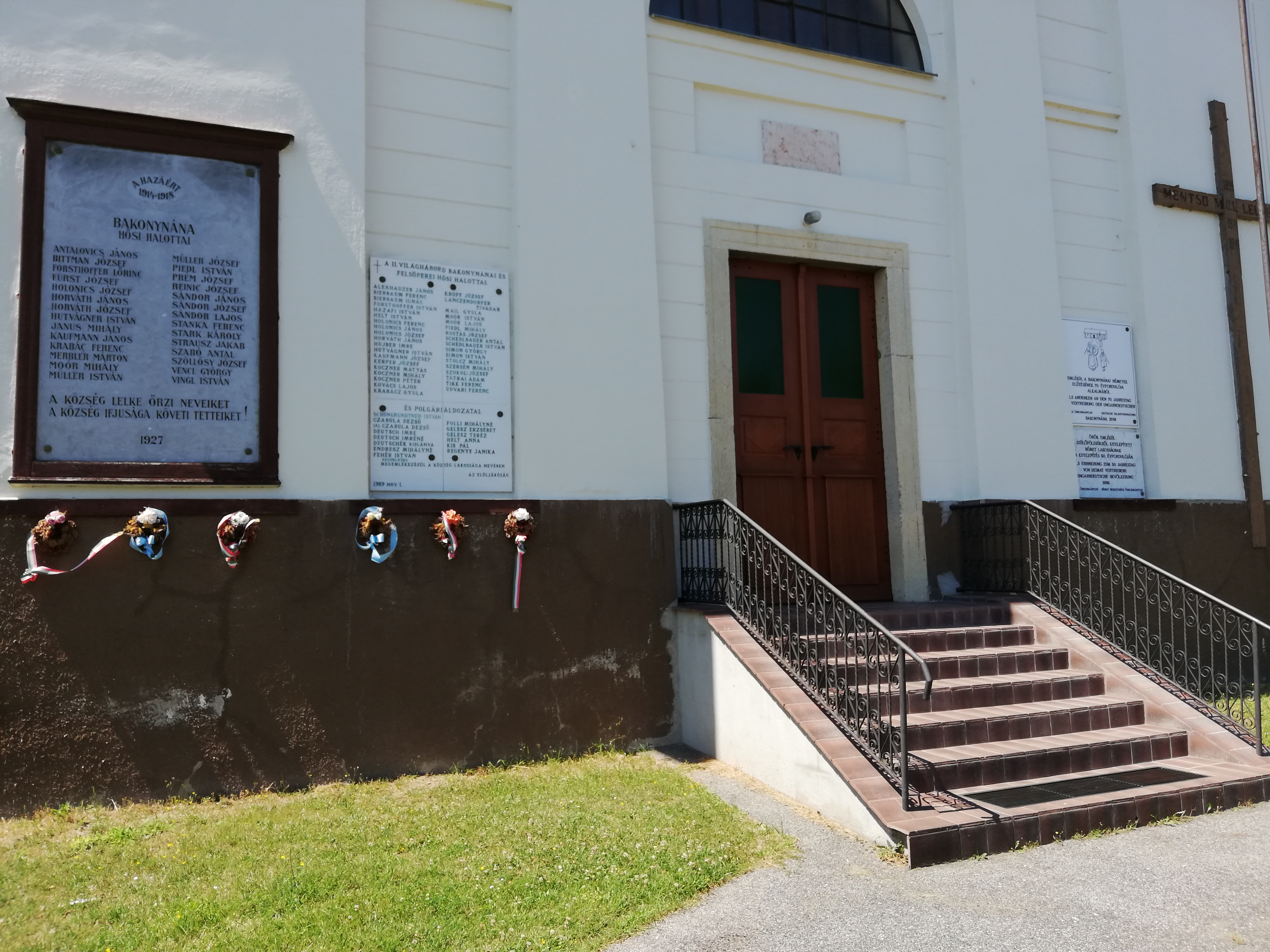
A templom homlokzata emléktáblákkal

Az amerikai hadsereg a térséget 1944 nyarán kezdte bombázni : június-július folyamán többek között a közeli Pétet, 1944. augusztus 21-én pedig egy angol gép a Bakonynánához tartozó Alsóperére dobott le bombát, ahol több sebesülés és épületkár is történt. Két amerikai repülőgép szenvedett kényszerleszállást, illetve zuhant le a falu határában, ezek során egy katona elhunyt, 9 fő pedig fogságba esett. A front érkezése elől – német katonai parancsnokságok szorgalmazására – 91 lakos menekült nyugatra 1944 decemberében, majd 1945. február 28-án 45 leventefiatalt is Németországba menekítettek. Ez jó döntésnek bizonyult, mert ők később mind épségben hazatérhettek, nem úgy, mint a szomszédos Olaszfalu leventéi, akiket településük elöljárósága „megmentett” a Németországba való telepítéstől; közülük (egy oda menekült bakonynánai legénnyel együtt) több mint 30-at végeztek ki, feltehetőleg szovjet egységek tagjai. A második világháborúnak Bakonynánán összesen 36 hősi halottja és 14 polgári áldozata volt.
1945-ig a falu a Nádasdy család kiskovácsi, illetve lepsényi uradalmának volt a része.

### Az újabb földosztás és a kitelepítés évei
A front elvonulása után elsőként a helyi szervezetek közül már 1945 áprilisában megalakult a Földigénylő Bizottság. A földigények kielégítésénél a szovjet hadifogságba került földbirtokos, gróf Nádasdy Pál földjeit vették alapul. A földosztás 4048 katasztrális holdnyi – teljes egészében a felsőperei településrészen található – földterületre terjedt ki 24.703 aranykorona értékben. A földosztás révén 69 igényjogosult család jutott földhöz 209 családtaggal. Ugyanekkor került a gazdaszövetkezethez a háborús bombázások miatt romos állapotba került felsőperei szeszgyár is, amely addig szintén Nádasdy-tulajdon volt. 1946-ra új telepesek is érkeztek a községbe Ösküről, Balatonalmádiról és Alsózsolcáról, akik azonban kezdetben csak lakást kaptak, földet nem, ami feszültségek forrását képezte.
A demokratikus pártok bakonynánai szervezeteinek alakulásáról nem maradt fent adat, az azonban ismert, hogy 1946-ban a Szociáldemokrata Pártnak már 72, a Magyar Kommunista Pártnak 42, a Független Kisgazdapártnak pedig 40 tagja volt a településen. Bár a bíró (Tier Mihály) és a dudari körjegyző (a posztját 1913 óta betöltő Teke László) személye nem változott, a településen Nemzeti Bizottságot kellett alakítani. A Nemzeti Bizottság 1947. április 4-én már működött 6 taggal, Laki József kántortanító elnökletével. A Földműves Szövetkezet 1947. június 1-jén alakult meg.

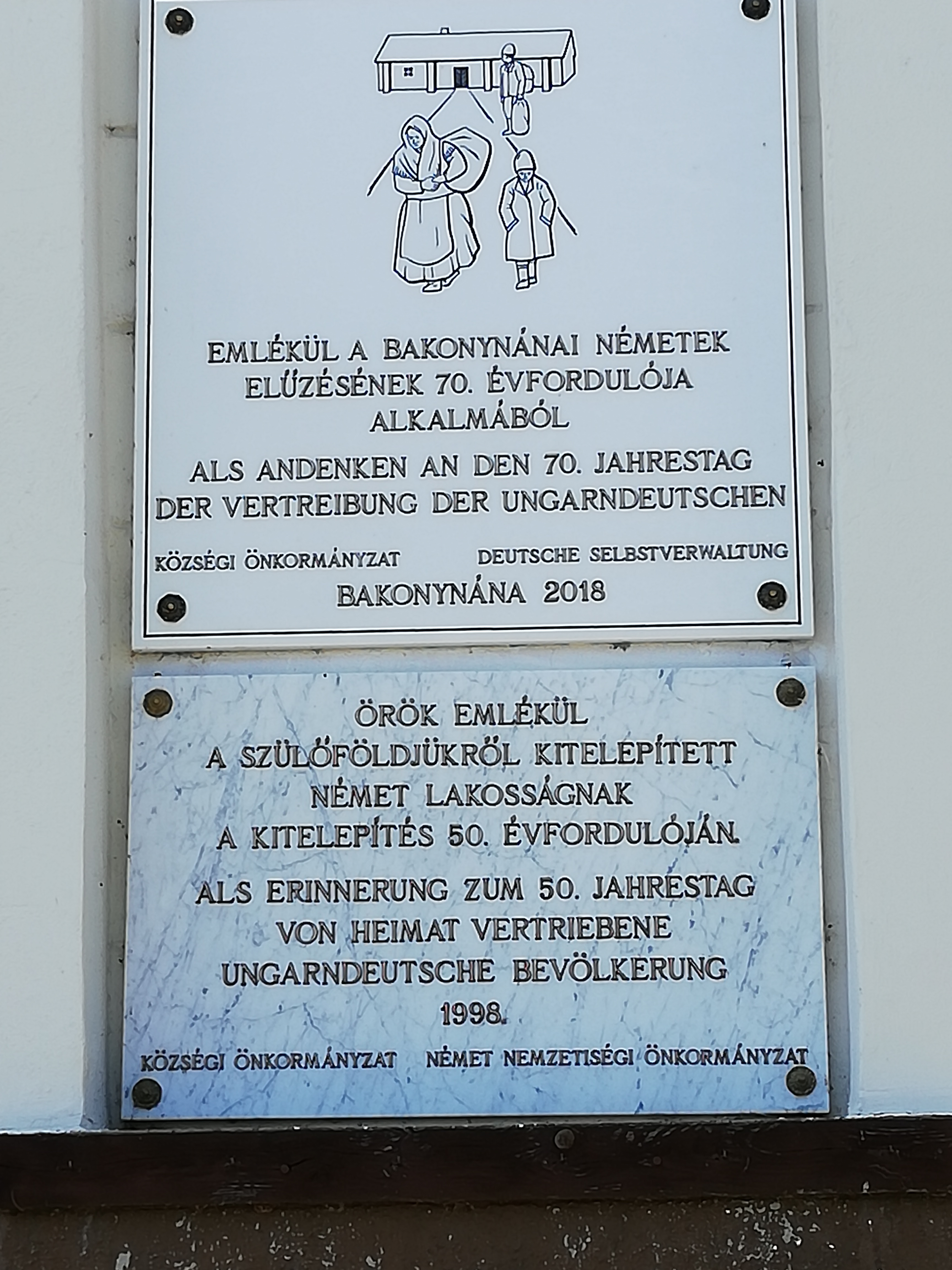
Kitelepítési emléktáblák a templom homlokzatán

A magyarországi németek kitelepítését Bakonynána német lakossága sem kerülhette el, bár az itteni kitelepítés időpontját meglehetősen késői időpontra, 1948. január 27-re tűzték ki. A kitelepítésre kijelöltek első listáján 614 fő volt, de ez a létszám gyorsan 258 fősre apadt, mentesítésben főleg azok részesültek, akik a környék bányáiban dolgoztak, de mentesítést kaphatott az is, akinek magyar volt a házastársa. Még az utolsó pillanatban – tehát már a bevagonírozás óráiban – is születtek mentesítő döntések mintegy 70 fő esetében, tehát a ténylegesen Németországba telepített bakonynánai népesség 37 család 186 tagja volt. Miután pedig az előző évek betelepüléseivel sok háznál már társbérletek jöttek létre, a 37 kitelepített család távozása csupán 24 ház gazdátlanná válását jelentette.

### A Rákosi-korszak és a forradalom
A községi Földműves Szövetkezet a megalakulása után szinte azonnal átvette a volt Nádasdy uradalom szeszgyári és majorsági épületeinek, valamint gépeinek és mintegy 300 méternyi iparvágánynak az üzemeltetését, a kommunista gazdálkodás azonban csak az első itteni termelőszövetkezet 1949. november 3-i megalakulása után kezdődött Bakonynánán. A „Törekvő” nevű termelőszövetkezetbe jóformán csak 1945 után ide költözött új telepesek jelentkeztek, a régi nánai lakosok közül úgyszólván senki nem nézte jó szemmel a szövetkezetet, amely aztán az 1956-os forradalom hatására, napok alatt fel is oszlott.
Az 1950. október 22-én esedékes első tanácsválasztás jót is hozott a településnek, meg nem is: végre önálló igazgatású településsé vált [ez 1970-ig tartott], viszont elvesztette Alsó- és Felsőperét, a hozzájuk tartozó nagy kiterjedésű külterületekkel, ezeket mind Olaszfaluhoz csatolták. A döntéssel a bakonynánai lakosság kb. 20 százaléka, viszont a község területének mintegy 55 százaléka került más települési igazgatás hatálya alá.
A következő években a településen állandósultak az ellátási gondok, temérdek panasz lelhető fel a tanácsülési jegyzőkönyvekben, jellemzően olyan problémák miatt, hogy a településnek sem saját sütödéje, sem húsboltja nincsen, így kénytelenek közösködni a szomszéd falvakkal, ám a csetényi sütöde rosszabb kenyeret szállít ide, mint máshova, a dudari húsboltban pedig olykor csak akkor szolgálták ki a bakonynánai vevőket, ha a helyi igényeket már kielégítették...
Az 1956-os forradalom híre a dudari bányán keresztül jutott el a településre, a Pestről érkező hírek nyomán ugyanis az ottani bányászok körében zendülés tört ki. A következő napokban a változások hírére Bakonynánán is felélénkült a közélet: néhány helyen az őslakosok szembefordultak a nyakukra ültetett telepesekkel, és állítólag néhány helyi lakos megverte korábbi hatalmaskodásai miatt a vb-elnököt, aki ezt követően jónak látta elmenekülni a faluból; ugyanekkor megszűnt a termelőszövetkezet is, és a téesz-tulajdonú földeket visszaadták korábbi tulajdonosaiknak. November 4-e után a szovjet erők kezdték leverni a forradalmat, a falut azonban elkerülték ezek az egységek, ráadásul a helyi közhangulatot jócskán befolyásolta, hogy a környéken három üzem, a dudari és az eplényi bánya dolgozói, valamint a várpalotai munkások is még hosszabb ideig tovább sztrájkoltak a forradalom leverése után a kollaboráns MSZMP-kormány ellen.

### 1956-tól napjainkig
A termelőszövetkezetnek a forradalmi napokban kimondott gyors megszűnését még tudomásul vették az illetékes vezetők, de már 1958 tavaszán szervezkedni kezdtek a szövetkezet megújítása érdekében; erre 1958. augusztus 20-án került sor, amikor a korábbival azonos néven alakult meg a szövetkezet. A következő években a téesznek melléküzemágai is létesültek, ezek parkettát, alágyújtóst, ruhaszárító drótkötelet és hasonló termékeket gyártottak. A szövetkezet önállósága 1974 nyaráig tartott, amikor beolvasztották a Csetény–Gajamente Mezőgazdasági Termelőszövetkezetbe, egyúttal a korábban egészen sikeres melléküzemágakat is megszüntették.
A falu életét lassú, vontatott ütemű, de mégis érzékelhető fejlődés jellemezte 1970-ig, amikor központi rendelkezéssel közös tanácsi irányítás alá vonták Dudart és Bakonynánát, dudari székhellyel – e döntés folyományaként állandósultak a bakonynánai lakosság panaszai a fejlesztéseknek a két település közti aránytalan megosztása miatt. 1980-ban a két falu iskoláját is egyesítették oly módon, hogy az alsó tagozat a nánai, a felső a dudari iskolaépületben kapott helyet, vagyis mindkét településről kb. 70-70 gyereknek kellett naponta ingáznia. Ez a helyzet mindkét faluban tiltakozásokat szült, amelyeknek azonban csak 5 év után lett eredménye, amennyiben a bakonynánai tagiskolát 1985-ben teljesen bezárták. Ebbe a falu nem nyugodott bele, és elérték, hogy a helyi alsó tagozatosok tanítása egy tanév után visszakerüljön Bakonynánára.
A rendszerváltást Bakonynánán először az jelezte, hogy 1989. november 1-jén a katolikus templom falán felavatták a második világháború helyi áldozatainak emléktábláját. Az 1990-es év pedig visszahozta a községnek a függetlenséget is, amennyiben az önkormányzati választások során a bakonynánai lakosság önálló községi önkotmányzatot választott.

## Közélete

### Polgármesterei
- 1990–1994: Pénzes János (független)[3]
- 1994–1998: Kropf Miklós (független)[4]
- 1998–2002: Kropf Miklós (független)[5]
- 2002–2006: Kropf Miklós (független)[6]
- 2006–2010: Kropf Miklós (független)[7]
- 2010–2013: Kropf Miklós (független)[8]
- 2013–2014: Simonné Rummel Erzsébet (független)[9][10]
- 2014–2019: Bierbaum Adrienn (független)[11]
- 2019–2024: Németh Zsuzsanna (független)[12]
- 2024– : Ács Kristóf (független)[1]

A településen 2013. április 14-én időközi polgármester-választást tartottak, az előző polgármester lemondása miatt.

## Népesség
A település népességének változása:
| Lakosok száma | 1067 | 1050 | 1009 | 1012 | 959  | 939  | 916  |
|               | 2013 | 2014 | 2015 | 2021 | 2022 | 2023 | 2024 |

A 2011-es népszámlálás idején a lakosok 83,3%-a magyarnak, 27,2% németnek mondta magát (16,4% nem nyilatkozott; a kettős identitások miatt a végösszeg nagyobb lehet 100%-nál). A vallási megoszlás a következő volt: római katolikus 58,1%, református 4,5%, evangélikus 0,4%, görögkatolikus 0,2%, felekezeten kívüli 4,8% (31,8% nem nyilatkozott).
2022-ben a lakosság 81,4%-a vallotta magát magyarnak, 14,6% németnek, 0,4% cigánynak, 0,2% lengyelnek, 0,1% bolgárnak, 1,5% egyéb, nem hazai nemzetiségűnek (18,2% nem nyilatkozott; a kettős identitások miatt a végösszeg nagyobb lehet 100%-nál). Vallásuk szerint 39,4% volt római katolikus, 5,4% református, 1,1% evangélikus, 0,1% görög katolikus, 1,3% egyéb keresztény, 1,6% egyéb katolikus, 7,4% felekezeten kívüli (43,5% nem válaszolt).

## Nevezetességei
- Római-fürdő (a településtől 1,5 km-re)
- Római katolikus templom
- A település külterületi részén nyílik a Bongó-zsomboly, egy fokozottan védett barlang.

## Híres emberek
- Gróf Nádasdy Ferenc vadgazdálkodási szakember mintaszerű vadaskertet tartott fent a településen.[16]

## Képgaléria

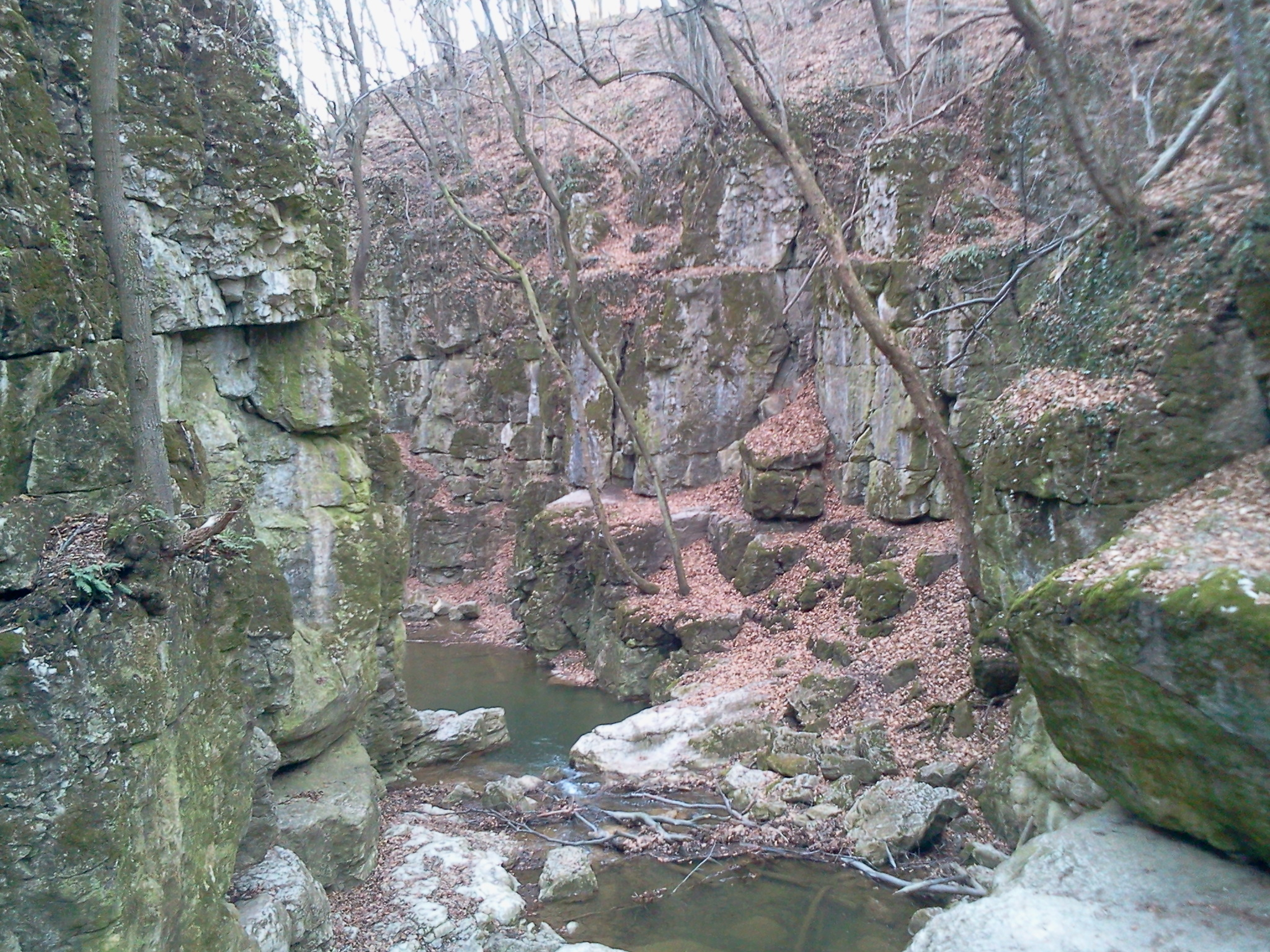
A Római-fürdő
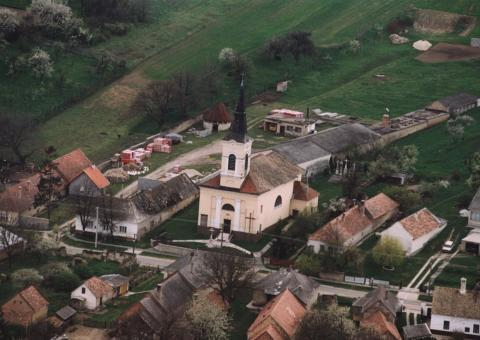
Bakonynána, templom
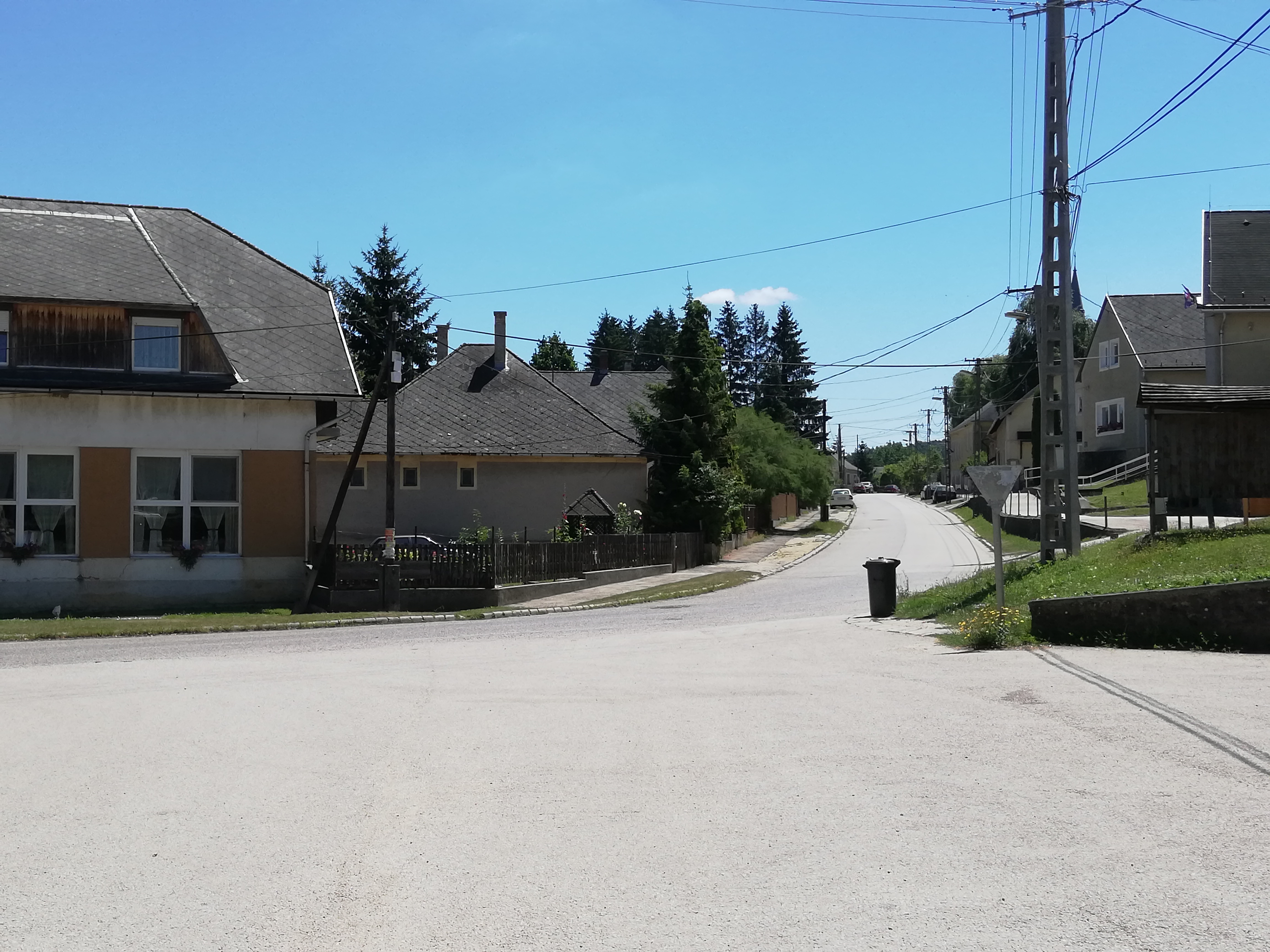
A központ a Hidegkúti utca felől nézve
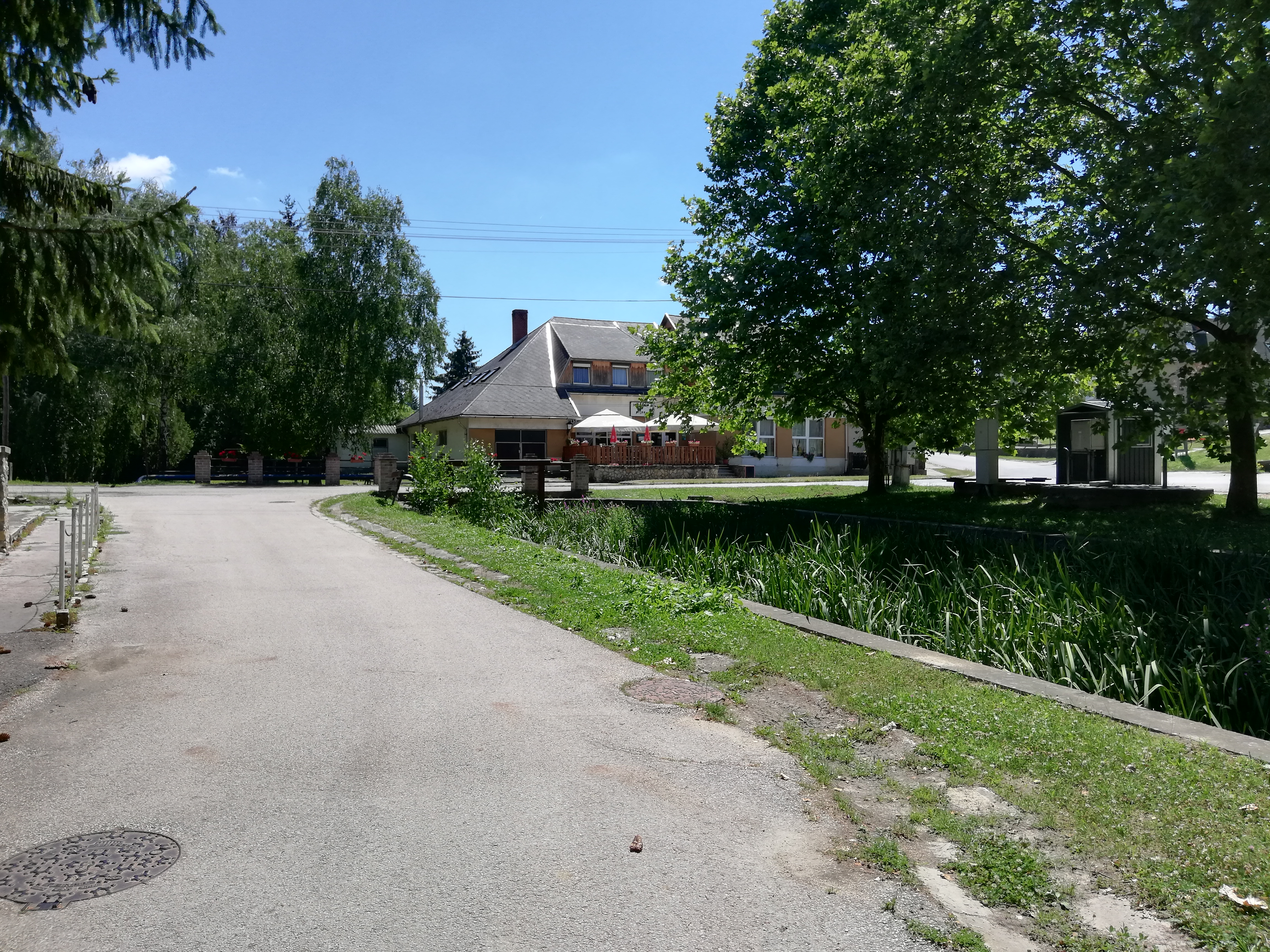
A Hangulat presszó a Rákóczi utca felől nézve
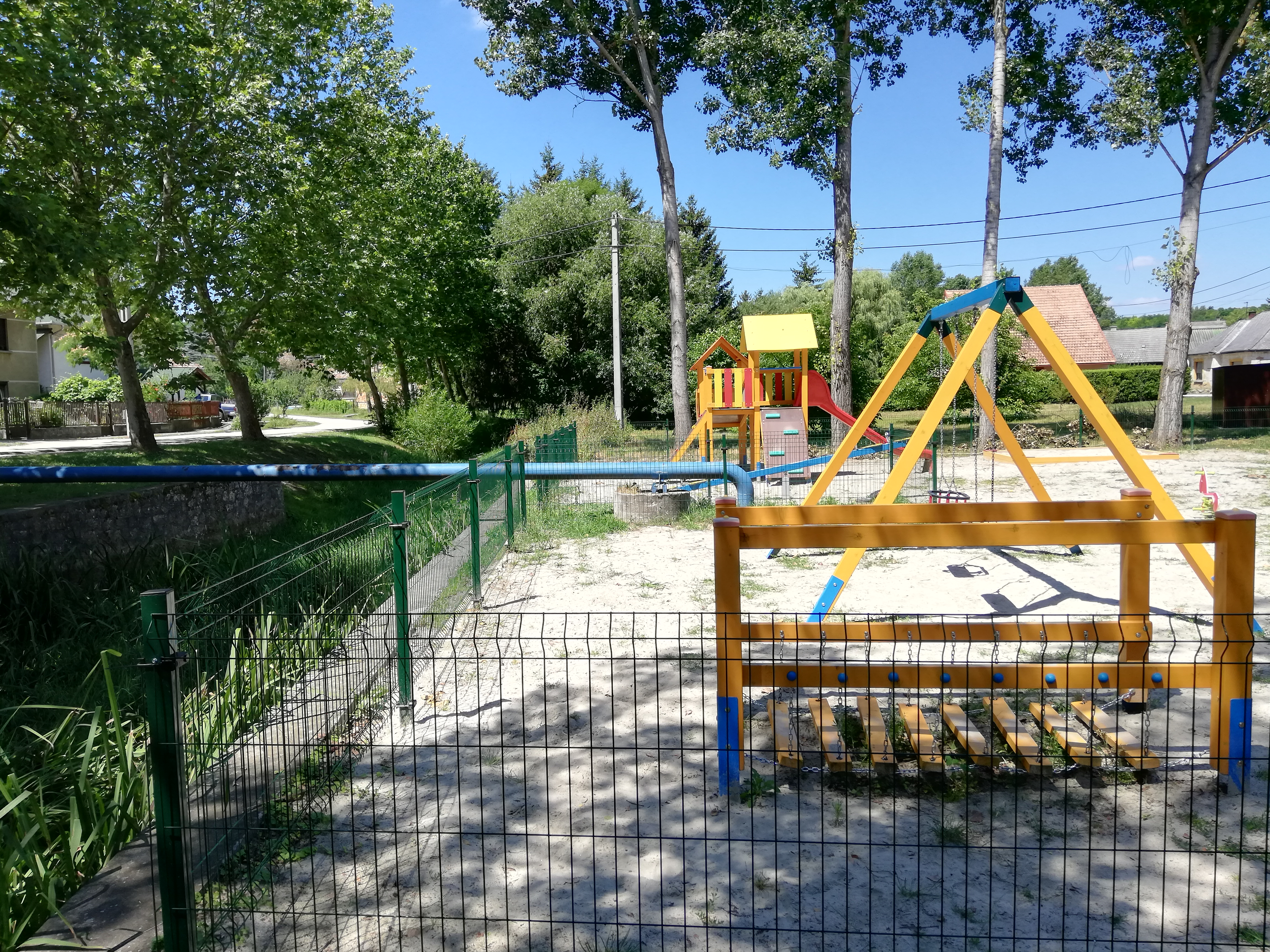
Bakonynána játszótere
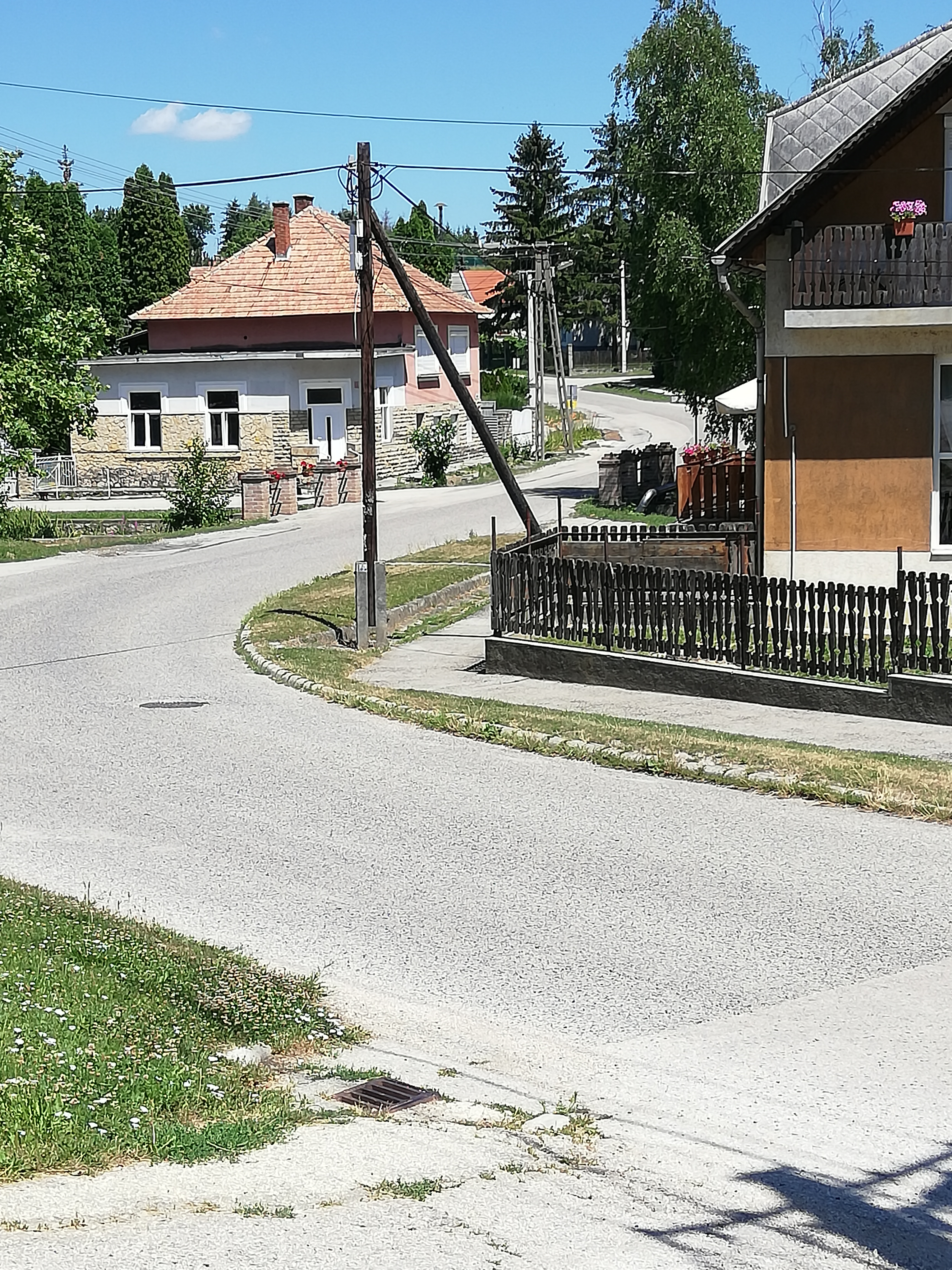
A főutca a faluközpontban
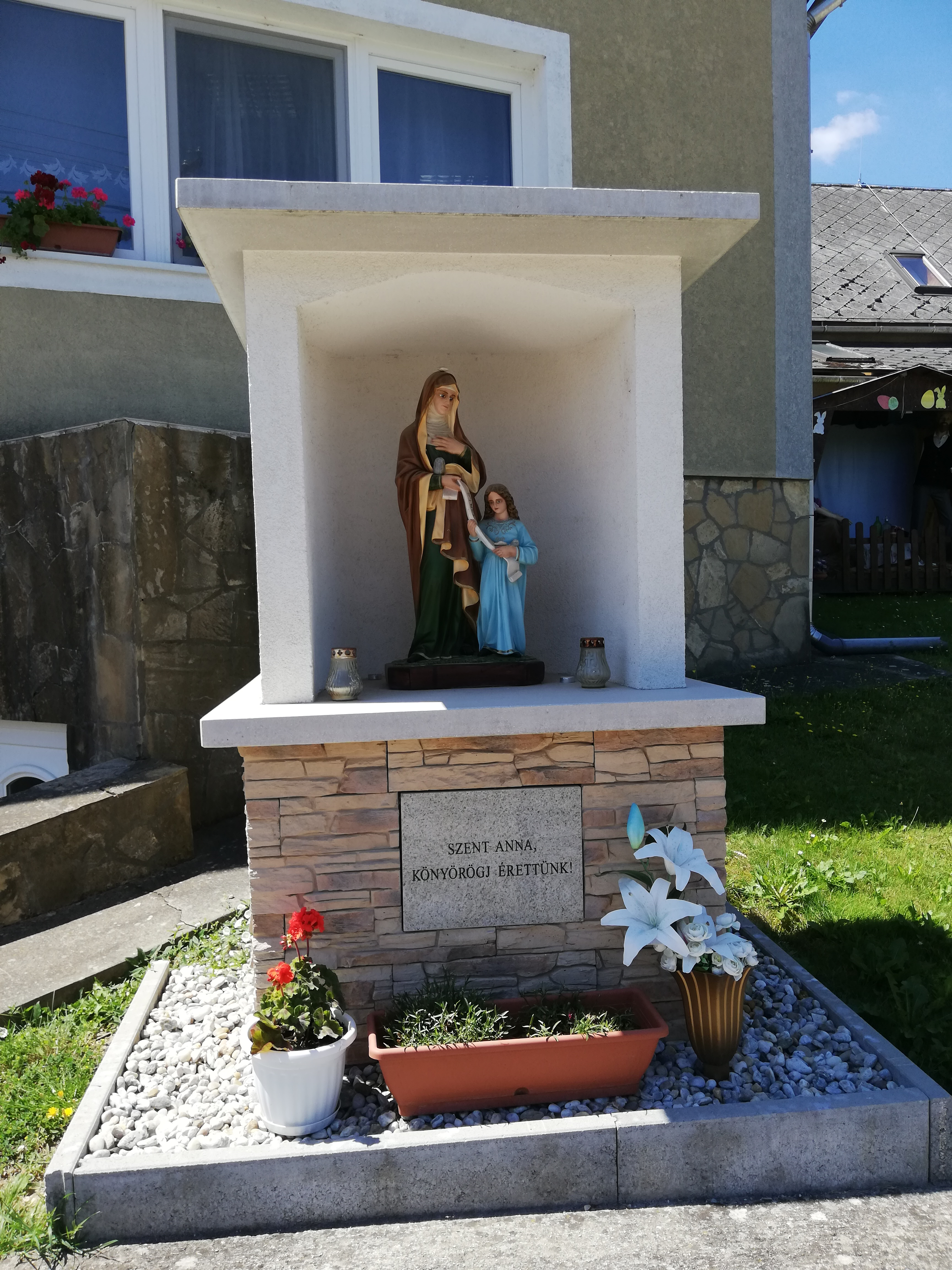
Fülkés kápolna Szent Anna szobrával
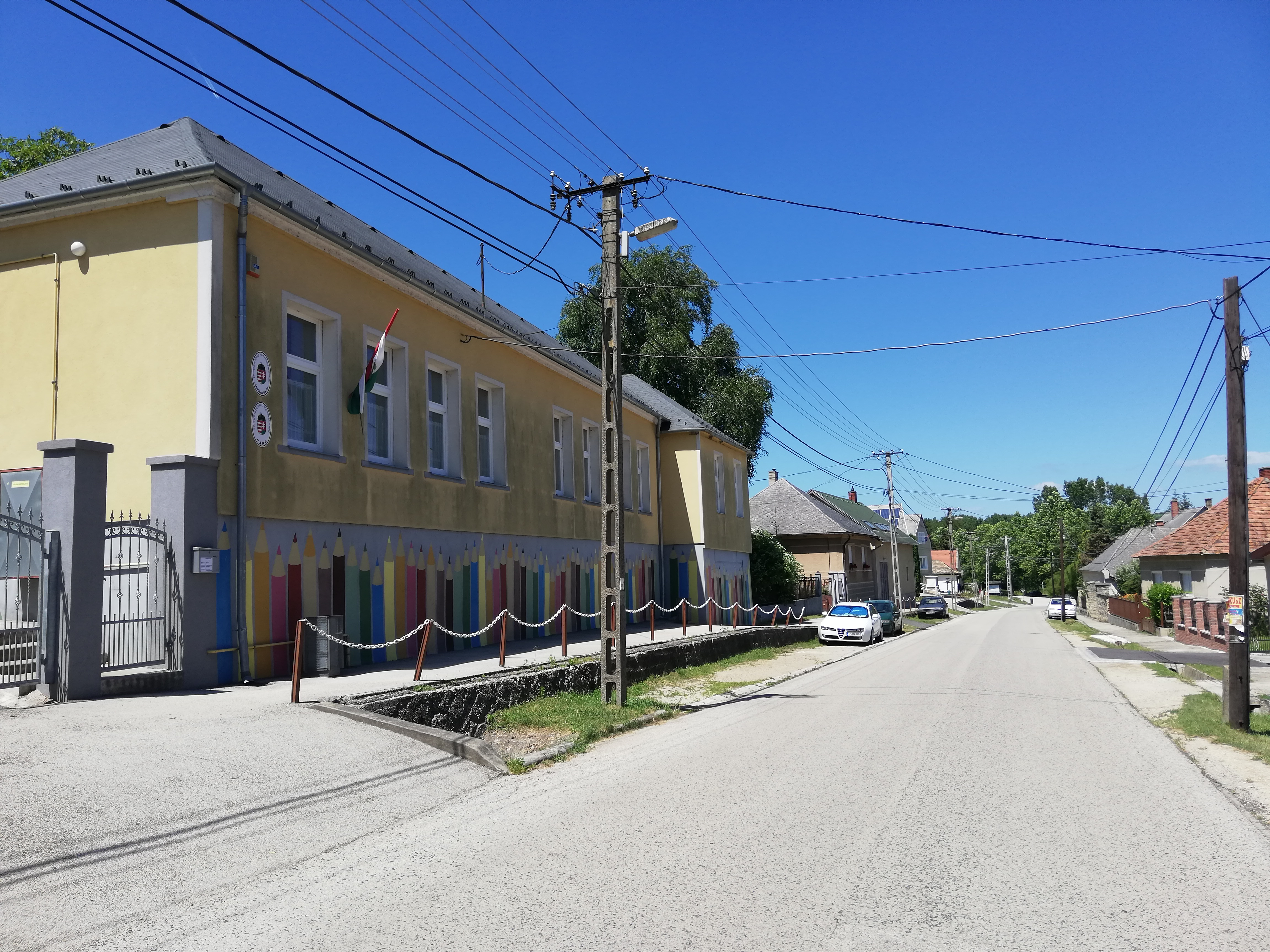
Az iskola és a főutca egy részlete
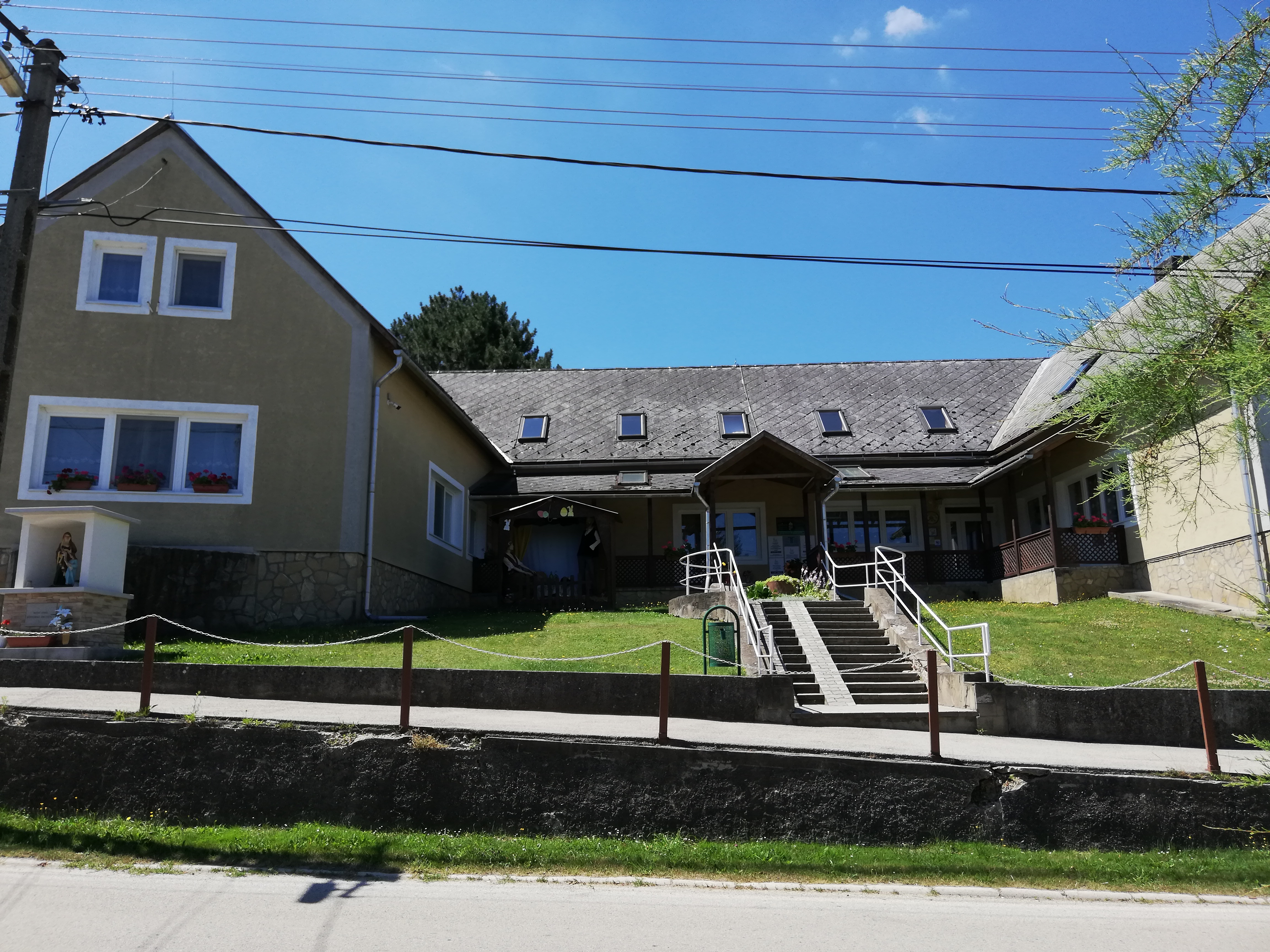
Községháza
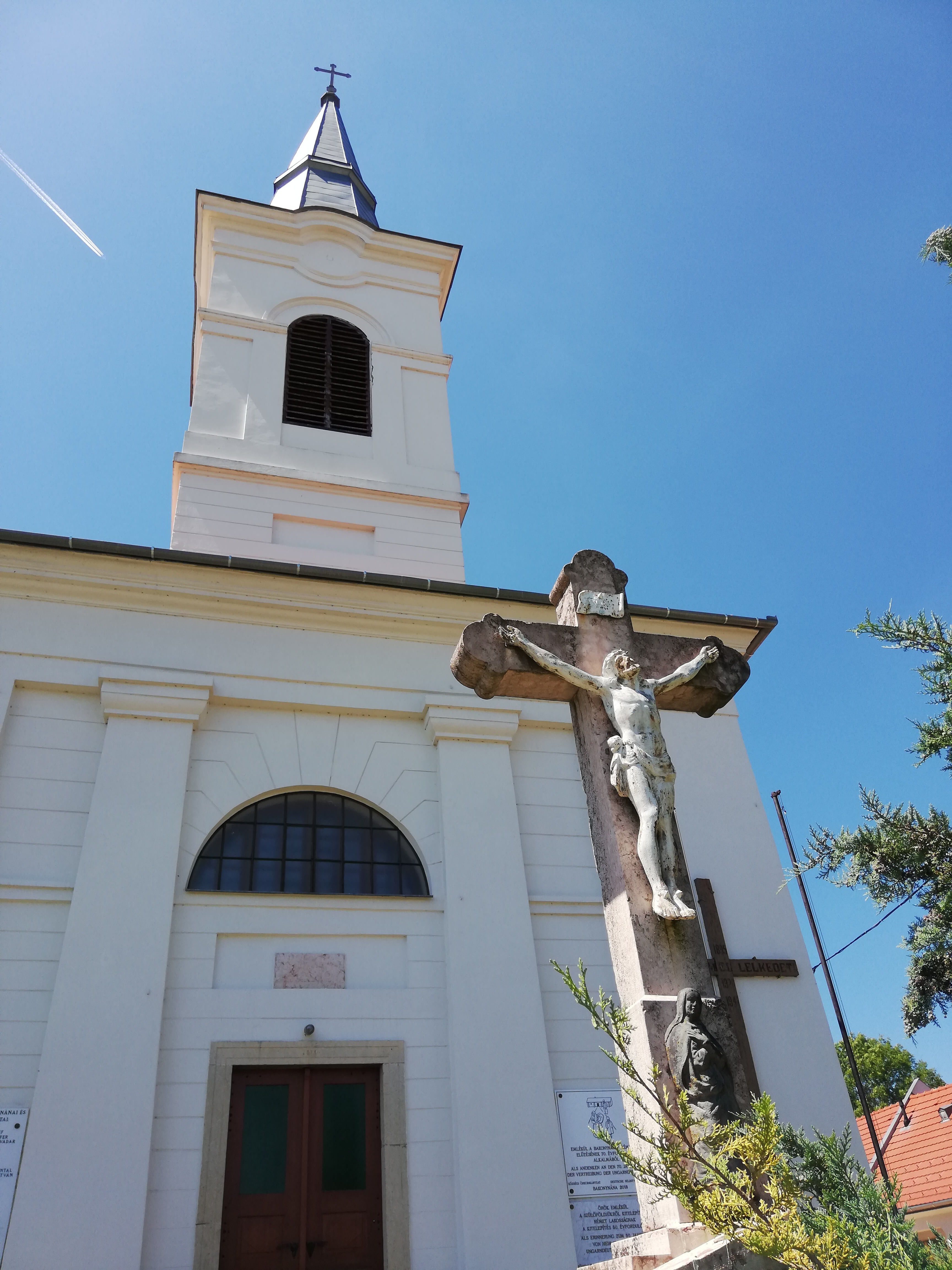
A templom homlokzata az előtte álló kereszttel
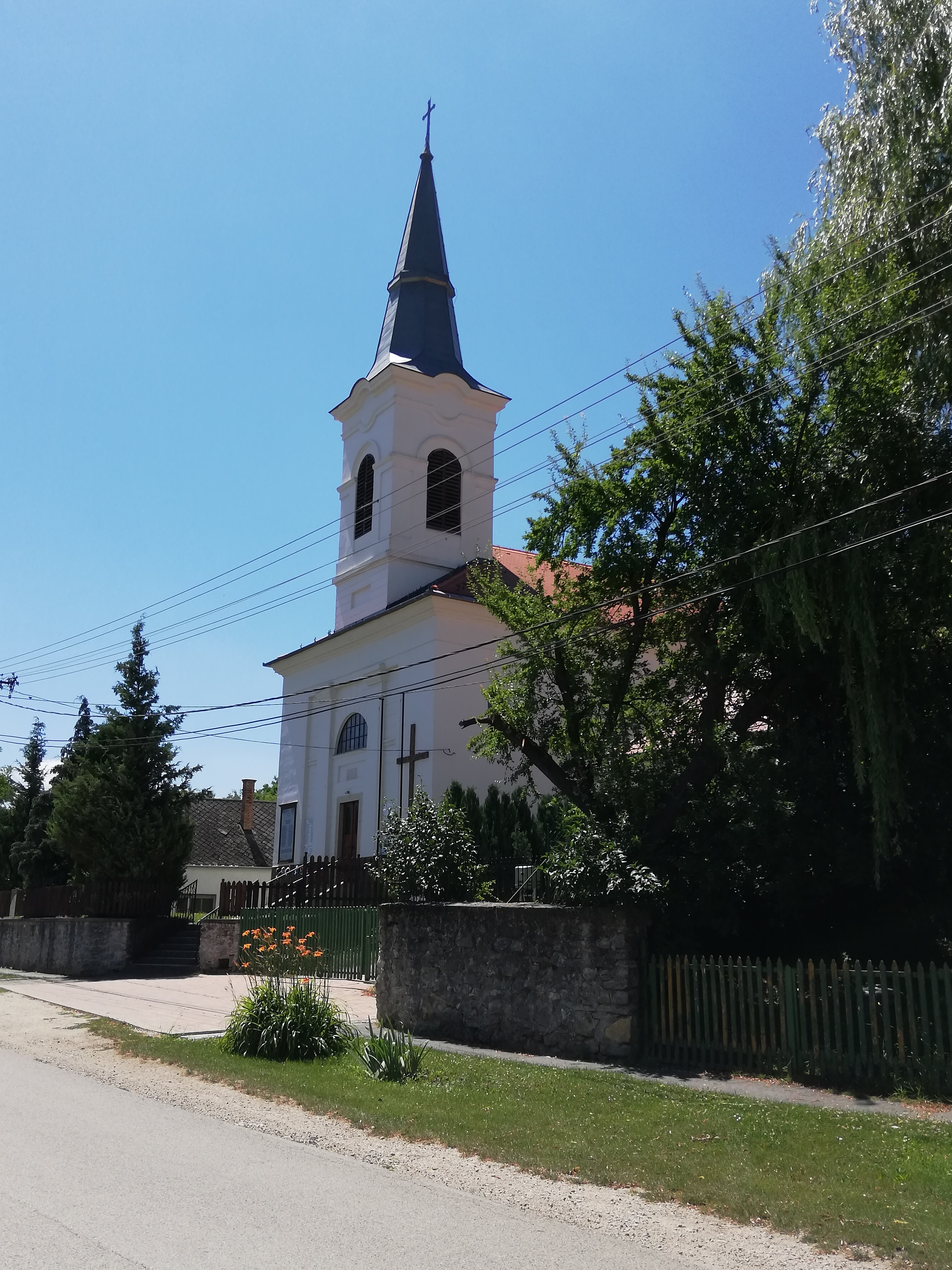
A templom a főutcáról nézve
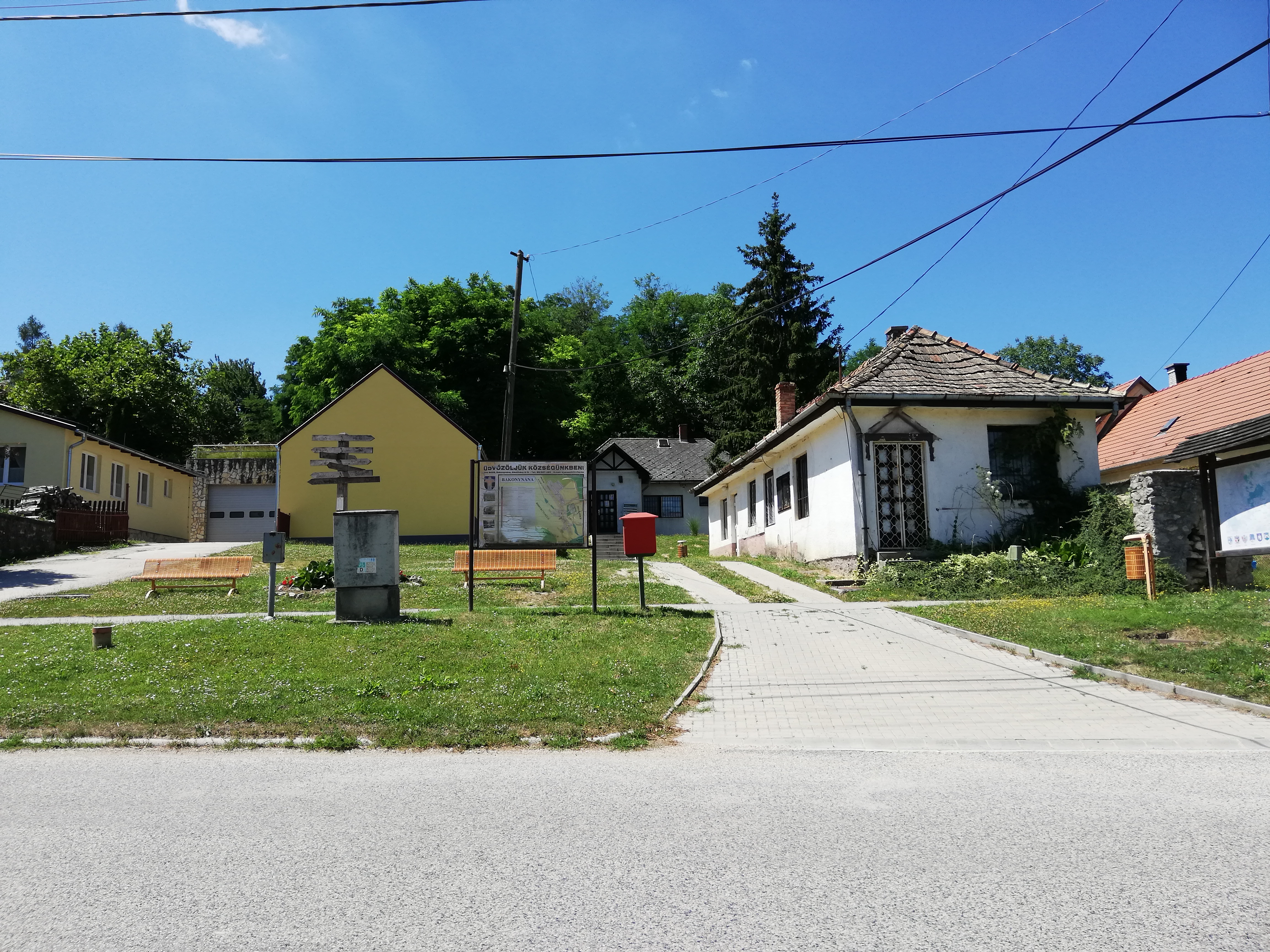
A faluközpont egy részlete